# Сухопутные войска Мьянмы
Сухопутные войска Мьянмы или Армия Мьянмы (бирм. တပ်မတော်(ကြည်း), [taʔmədɔ̀  tɕípron]) является крупнейшим видом вооружённых сил Мьянмы (Бирма) и несёт основную ответственность за проведение наземных военных операций. Армия Мьянмы поддерживает вторую по величине активную силу в Юго-Восточной Азии после Вьетнамской народной армии.
СВ Мьянмы насчитывали около 350000 человек по состоянию на 2006 год. СВ имеют большой боевой опыт в борьбе с повстанцами на пересечённой местности, учитывая, что она проводит непрерывные операции в контрпартизанской войне против этнических и политических повстанцев с момента её создания в 1948 году.
Силы возглавляет главнокомандующий армией Мьянмы (ကာကွယ်ရေး ဦး စီး ချုပ် (ကြည်း)), в настоящее время заместитель генерал-майора Со Вин, заместитель заместителя главнокомандующего Служб обороны, а старшим генералом Мин Аун Хлайном в качестве командующего  - начальник службы обороны (တပ်မတော် ကာကွယ်ရေး ဦး စီး ချုပ်). Наивысшим званием в армии Мьянмы является старший генерал, эквивалентный должности фельдмаршала в западных армиях, и в настоящее время он занимает должность Мин Аун Хлайна после повышения из должности заместителя старшего генерала.
В 2011 году после перехода от правительства военной хунты к гражданскому парламентскому правительству армия Мьянмы приняла военный призыв для всех граждан; все мужчины в возрасте от 18 до 35 лет и все женщины в возрасте от 18 до 27 лет могут быть призваны на военную службу на два года в качестве военнослужащих во время чрезвычайного положения в стране. Возраст для профессионалов составляет до 45 лет для мужчин и 35 лет для женщин в течение трёх лет службы в качестве офицеров по найму и унтер-офицеров.
Официальное издание показало, что почти четверть нового национального бюджета Мьянмы будет направлена на оборону. Правительственная газета сообщает, что 1,8 триллиона кьятов (около 2 миллиардов долларов по свободным рыночным обменным курсам), или 23,6 процента бюджета 2011 года, пойдут на оборону.
Министерство обороны Мьянмы владеет всеми заводами, производящими оружие для вооружённых сил Мьянмы, а также осуществляет закупку русского и китайского оружия.